# الدوري الأوروبي لكرة السلة 2008-09
الدوري الأوروبي لكرة السلة 2008-09 هو الموسم 9 من  الدوري الأوروبي لكرة السلة. أشرف على تنظيمه الدوري الأوروبي لكرة السلة، وكان عدد الأندية المشاركة فيه  24، وفاز فيه نادي باناثينايكوس لكرة السلة.